# مزونكي فانا
مزونكي فانا (بالإنجليزية: Mzonke Fana)‏ مواليد 29 أكتوبر 1973 في كيب تاون، هو ملاكم جنوب أفريقي. حقق بطولة الاتحاد الدولي للملاكمة.

## إحصائيات
خاض خلال مسيرته 40 نزالا، فاز في 33 ولم يتعادل وخسر في 7. فاز بالضربة القاضية في 14 نزالا.

## روابط خارجية
- مزونكي فانا على موقع بوكس ريك (الإنجليزية) (registration required)